# Her Liquid Arms
Her Liquid Arms — второй полноформатный студийный альбом проекта Diorama, выпущенный в 2001 году лейблом Accession Records.
В композиции "Photo" звучит голос Ульриха Вильдгрубера.
Различные критики по-разному воспринимают музыкальную составляющую альбома и некоторые относят музыку альбома к стилю дарквейв, а некоторые причисляют данный альбом к представителям синти-поп.

## Критика
Российский журнал Dark City, поставив релизу наивысший балл, отметил сильную его схожесть как в плане звучания, так и вокала с последними, на тот момент, работами проекта Diary of Dreams.

## Список композиций
1. Her Liquid Arms — 5:15
2. E Minor — 6:22
3. Advance — 6:07
4. Light — 5:21
5. Times Galore — 5:58
6. Hydro Drugs — 6:05
7. Photo — 6:06
8. Das Meer — 7:00
9. Wingless — 5:53
10. Beamer — 7:38